# Talbandha
Talbandha é uma vila no distrito de North 24 Parganas, no estado indiano de Bengala Ocidental.

## Demografia
Segundo o censo de 2001, Talbandha tinha uma população de 15 233 habitantes. Os indivíduos do sexo masculino constituem 51% da população e os do sexo feminino 49%. Talbandha tem uma taxa de literacia de 65%, superior à média nacional de 59,5%: a literacia no sexo masculino é de 73% e no sexo feminino é de 57%. Em Talbandha, 12% da população está abaixo dos 6 anos de idade.